# Otus collari
Otus collari là một loài chim trong họ Strigidae.